# Donald Glover
Donald McKinley Glover (født 25. september 1983) er en amerikansk skuespiller, forfatter, producent, instruktør, komiker, rapper, sanger, og sangskriver. Han optræder som scenekunstner under kunstnernavnet Childish Gambino og optræder som DJ under navnet mcDJ.
Han blev først kendt for sit arbejde med Derrick Comedy og blev som 23-årig med hjælp fra Tina Fey ansat til at være forfatter for NBC's komedieserie 30 Rock. Han spillede senere community college-studerende Troy Barnes på NBC's sitcom Community. Han i spiller med i FX - serien Atlanta, som han også har skabt. Han optrådte i Spider-Man: Homecoming , som Aaron Davis, og er blevet castet som den unge Lando Calrissian i Solo: A Star Wars Story. 
Efter selv at have udgivet flere albums og mixtapes, skrev han under på en pladekontrakt hos Glassnote Poster i 2011. Han udgav sit første album, Camp, den 15. november 2011 med overvejende positive anmeldelser. Hans andet album, Because the Internet, blev udgivet den 10. december 2013. Glover var nomineret til to Grammy Awards i 2015, Bedste Rap Album , Because the internet og Bedste Rap Performance for hans single "3005". Glovers tredje album, "Awaken, My Love!" blev udgivet den 2. december 2016.

## Diskografi

### Studiealbummer
- Camp (2011)
- Because the Internet (2013)
- "Awaken, My Love!" (2016)
- 3.15.20/Atavista (2020)(2024)
- "Bando Stone And The New World"(2024)

## Filmografi

### Film
| År   | Titel                                                       | Rolle                | Noter                                           |
| ---- | ----------------------------------------------------------- | -------------------- | ----------------------------------------------- |
| 2009 | Mystery Team                                                | Jason Rogers         | Også forfatter og executive producer            |
| 2011 | Muppets, TheThe Muppets                                     | Junior CDE Executive | Cameo                                           |
| 2013 | To Do List, TheThe To Do List                               | Derrick              |                                                 |
| 2013 | Klappe af de Forkerte Grunde,                               | Drengen              | Kort film; også forfatter og executive producer |
| 2014 | Alexander and the Terrible, Horrible, No Good, Very Bad Day | Greg                 |                                                 |
| 2015 | Lazarus Effekt                                              | Niko                 |                                                 |
| 2015 | Magic Mike XXL                                              | Andre                |                                                 |
| 2015 | The Martian                                                 | Rich Purnell         |                                                 |
| 2017 | Spider-Man: Homecoming                                      | Aaron Davis          |                                                 |
| 2018 | Solo: A Star Wars Story                                     | Lando Calrissian     | Under optagelse                                 |
| 2019 | Løvernes Konge                                              | Simba                | Stemme rolle; Under optagelse                   |

### Tv
| År        | Titel                          | Rolle                             | Noter                                                               |
| --------- | ------------------------------ | --------------------------------- | ------------------------------------------------------------------- |
| 2005      | Late Night med Conan O ' Brien | Kriminel                          | Episode: "Juli 22, 2005"                                            |
| 2006-2012 | 30 Rock                        | Forskellige                       | 4 episoder; også forfatter og executive historie redaktør           |
| 2007      | Human Giant                    | College Webcam fyr                | Episode: "24 Timers Marathon"                                       |
| 2009-2014 | Community                      | Troy Barnes                       | 89 episoder                                                         |
| 2010      | Robot Chicken                  | Mace Windu (stemme)               | Episode: "Robot Chicken: Star Wars Episode III"                     |
| 2010      | Comedy Central Presents        | Ham selv                          | Stand-up special                                                    |
| 2011      | Regular Show                   | Alpha-Dawg (stemme)               | Episode: "Rap It Up"                                                |
| 2012      | Donald Glover: Weirdo          | Ham selv                          | Stand-up special                                                    |
| 2013      | Sesame Street                  | LMNOP                             | Episode: "Figure It Out, Baby Figure It Out"                        |
| 2013      | Girls                          | Sandy                             | 2 episoder                                                          |
| 2013-2016 | Adventure Time                 | Marshall Lee (voice)              | 2 episoder                                                          |
| 2015      | Ultimate Spider-Man            | Miles Morales/Spider-Man (stemme) | 2 episoder                                                          |
| 2015      | China, IL                      | William "Transfer Billy" (stemme) | 4 episoder                                                          |
| 2016–2022 | Atlanta                        | Earnest "Earn" Marks              | 9 episoder; også skaber, skribent, instruktør og executive producer |
| 2018      | Deadpool                       | TBA                               | 10 episoder; også skaber, forfatter og executive producer           |